# Гринченково
Гринченково (укр. Грінченкове) — село
,
Гринченковский сельский совет,
Ахтырский район,
Сумская область,
Украина.
Код КОАТУУ — 5920382001. Население по переписи 2001 года составляет 331 человек.
Является административным центром Гринченковского сельского совета, в который, кроме того, входят сёла
Всадки,
Грунька,
Пяткино,
Рассоховатое и
Соборное.

## Географическое положение
Село Гринченково находится между реками Олешня и Ташань.
К селу примыкает село Соборное.
Рядом проходит железнодорожная ветка.

## История
- Село известно со второй половины XVII века как село Бардаковка.
- 1917 — село переименовано в Гринченково, в честь Бориса Гринченко, украинского поэта, литератора.

## Экономика
- ЧП «Десна».

## Объекты социальной сферы
- Школа I—II ст.
- Клуб.
- Фельдшерско-акушерский пункт.
- Село газифицировано.